# Quentin Meillassoux
Quentin Meillassoux (nascido em 1967 em Paris, França) é um filósofo francês. Leciona na École Normale Supérieure e é filho do antropólogo Claude Meillassoux.
Foi aluno do filósofo Alain Badiou, que escreveu a introdução do primeiro livro de Meillassoux, Après la finitude (2006), introduzindo uma nova opção na moderna filosofia, diferente das três alternativas de Kant do criticismo, ceticismo e dogmatismo.
Neste livro, Meillassoux afirma que a filosofia pós-kantiana é dominada pelo que ele chama de "correlacionismo", a teoria que humanos não podem existir sem o mundo e o mundo sem os humanos Na visão de Meillassoux, esta é uma manobra desonesta que permite a filosofia contornar o problema de como descrever o mundo como ele realmente é antes do acesso humano. Ele chama esta realidade pré-humana de reino "ancestral". De acordo com o interesse de seu mentor, Alain Badiou, Meillassoux afirma que a matemática é o que atinge a qualidade primária das coisas em oposição as qualidades secundárias, manifestadas na percepção.
Meillassoux tentou mostrar que o ceticismo agnóstico daqueles que duvidam da realidade da causa e efeito deve ser transformado numa certeza radical que não existe tal coisa como necessidade causal.  Isto leva Meillassoux a proclamar que é absolutamente necessário que as leis da natureza sejam contingentes. O mundo é uma espécie de hiper-caos no qual o Princípio de razão suficiente é abandonado, enquanto o princípio da não-contradição deve ser mantido.
Por esta razão, Meillassoux rejeitou a Revolução Copernicana de Kant. Pelo fato de Kant ter feito o mundo depender das condições pelas quais os humanos o observam, Meillassoux o acusa de uma "Contra-revolução Ptolomaica".

## Leituras futuras
- Harman, Graham.  Quentin Meillassoux: Philosophy in the Making.  Edinburgh: Edinburgh University Press, 2011.
- Edouard Simca, "Recension: Q. Meillassoux, Après la finitude: Essai sur la nécessité de la contingence, Paris, Seuil, 2006"